# لين شاكليتون
لين شاكليتون (بالإنجليزية: Len Shackleton)‏، من مواليد 3 مايو 1922 في برادفورد في إنجلترا، وتوفي في 27 نوفمبر 2000، لاعب كرة قدم إنجليزي سابق.
لعب مع أندية آرسنال ونيوكاسل يونايتد ونادي سندرلاند ونادي برادفورد.

## مسيرته الكروية
لعب لين شاكليتون خلال مسيرته الاحترافية مع 3 أندية في أربعة عشر موسمًا وسجل خلالها 126 هدف ضمن 378 مباراة. ولم يفز بأي موسم بالكأس أو بالدوري.
خاض لين شاكليتون مسيرته مع نادي نيوكاسل يونايتد في موسم 1946–47 ولمدة موسمين، مشاركًا في 57 مباراة سجل خلالها 25 هدفًا. ثم انتقل إلى نادي سندرلاند في موسم 1947–48 ليلعب معه أحد عشر موسمًا، حيث شارك في 314 مباراة سجل خلالها 97 هدفًا.

## روابط خارجية
- لين شاكليتون على موقع قاعدة بيانات كرة القدم.إي يو (الإنجليزية)
- لين شاكليتون على موقع ناشيونال فوتبول تيمز (الإنجليزية)